# Arrondissement Mortagne-au-Perche
Mortagne-au-Perche is een arrondissement van het Franse departement Orne in de regio Normandië. De onderprefectuur is Mortagne-au-Perche. Het heeft een oppervlakte van 2650,8 km² en telde 86.499 inwoners in 2018.

## Kantons
Het arrondissement was tot 2014 samengesteld uit de volgende kantons:
- Kanton L'Aigle-Est
- Kanton L'Aigle-Ouest
- Kanton Bazoches-sur-Hoëne
- Kanton Bellême
- Kanton Longny-au-Perche
- Kanton Mortagne-au-Perche
- Kanton Moulins-la-Marche
- Kanton Nocé
- Kanton Pervenchères
- Kanton Rémalard
- Kanton Le Theil
- Kanton Tourouvre

De samenstelling werd gewijzigd door de herindeling van de kantons bij decreet van 25 februari 2014, met uitwerking op 22 maart 2015.
Het arrest van 20 december 2016 heeft de grenzen van de arrondissementen gewijzigd met uitwerking op 1 januari 2017.

Sindsdien omvat het arrondissement volgende kantons:
- Kanton L'Aigle
- Kanton Bretoncelles
- Kanton Ceton
- Kanton Mortagne-au-Perche
- Kanton Rai
- Kanton Tourouvre
- Kanton Vimoutiers